# Цінлун-Маньчжурський автономний повіт
40°24′20″ пн. ш. 118°56′39″ сх. д. / 40.40565° пн. ш. 118.94416° сх. д.
Цінлун-Маньчжурський автономний повіт (кит. 青龙满族自治县, пін. Qīnglóng Mănzú Zìzhìxiàn) — один із повітів КНР у складі префектури Ціньхуандао, провінція Хебей. Адміністративний центр — містечко Цінлун.

## Географія
Цінлун-Маньчжурський автономний повіт лежить на висоті близько 240 метрів над рівнем моря у верхів'ях однойменної річки.

### Клімат
Повіт знаходиться у зоні, котра характеризується вологим континентальним кліматом. Найтепліший місяць — липень із середньою температурою 24,5 °C. Найхолодніший місяць — січень, із середньою температурою -8 °С.
| Клімат повіту Цінлун-Маньчжур | Клімат повіту Цінлун-Маньчжур | Клімат повіту Цінлун-Маньчжур | Клімат повіту Цінлун-Маньчжур | Клімат повіту Цінлун-Маньчжур | Клімат повіту Цінлун-Маньчжур | Клімат повіту Цінлун-Маньчжур | Клімат повіту Цінлун-Маньчжур | Клімат повіту Цінлун-Маньчжур | Клімат повіту Цінлун-Маньчжур | Клімат повіту Цінлун-Маньчжур | Клімат повіту Цінлун-Маньчжур | Клімат повіту Цінлун-Маньчжур | Клімат повіту Цінлун-Маньчжур |
| Показник                      | Січ.                          | Лют.                          | Бер.                          | Квіт.                         | Трав.                         | Черв.                         | Лип.                          | Серп.                         | Вер.                          | Жовт.                         | Лист.                         | Груд.                         | Рік                           |
| Середній максимум, °C         | −0,2                          | 3,8                           | 10,1                          | 18,9                          | 25                            | 28,5                          | 29,7                          | 29,1                          | 24,9                          | 17,9                          | 8,5                           | 1,8                           | 16,5                          |
| Середня температура, °C       | −8                            | −3,8                          | 3,2                           | 12,1                          | 18,4                          | 22,3                          | 24,5                          | 23,3                          | 17,7                          | 10                            | 1,2                           | −5,6                          | 9,6                           |
| Середній мінімум, °C          | −13,6                         | −9,7                          | −2,8                          | 5,4                           | 11,4                          | 16,2                          | 19,9                          | 18,5                          | 11,7                          | 3,9                           | −4,1                          | −10,8                         | 3,8                           |
| Норма опадів, мм              | 2.9                           | 3.1                           | 11.2                          | 27.3                          | 46                            | 97.8                          | 199.6                         | 164.8                         | 63.7                          | 28.1                          | 9                             | 2.9                           | 656.4                         |
| Вологість повітря, %          | 52                            | 47                            | 45                            | 45                            | 52                            | 65                            | 77                            | 78                            | 72                            | 65                            | 59                            | 55                            | 59.3                          |
| ----------------------------- | ----------------------------- | ----------------------------- | ----------------------------- | ----------------------------- | ----------------------------- | ----------------------------- | ----------------------------- | ----------------------------- | ----------------------------- | ----------------------------- | ----------------------------- | ----------------------------- | ----------------------------- |
| Джерело: data.cma.cn          |                               |                               |                               |                               |                               |                               |                               |                               |                               |                               |                               |                               |                               |